# Ривърдейл
Ривърдейл (на английски: Riverdale) е град в окръг Уебър, щата Юта, САЩ. Ривърдейл е с население от 7656 жители (2000) и обща площ от 11,5 km². Намира се на 1332 m надморска височина. ЗИП кодът му е 84405, а телефонният му код е 801.